# Lista de navios lançados em setembro de 1942
A seguir está uma lista como os navios lançados ao mar no mês de setembro de 1942.
| Data           | Navio                 | País           | Construtor                                 | Localização                        | Classe                  | Notas                                                 |
| -------------- | --------------------- | -------------- | ------------------------------------------ | ---------------------------------- | ----------------------- | ----------------------------------------------------- |
| 7 de setembro  | USS LST-1             | Estados Unidos | Dravo Corp.                                | (Pittsburgh, Pennsylvania, U.S.A.) | LST                     |                                                       |
| 10 de setembro | Empire Cadet          | Reino Unido    | Swan, Hunter & Wigham Richardson Ltd       | Newcastle upon Tyne                | Balsa                   |                                                       |
| 12 de setembro | ST Empire Ace         | Reino Unido    | Cochrane & Sons                            | Selby                              | Rebocador               |                                                       |
| 15 de setembro | USS LST-301           | Estados Unidos | Boston Navy Yard                           | (Boston, Massachusetts, U.S.A.)    | LST                     | Transferido para a marinha britânica como HMS LST-301 |
| 15 de setembro | USS LST-302           | Estados Unidos | Boston Navy Yard                           | (Boston, Massachusetts, U.S.A.)    | LST                     |                                                       |
| 18 de setembro | USS LST-446           | Estados Unidos | Kaiser Shipbuilding Co.                    | (Vancouver, Washington, U.S.A.)    | LST                     |                                                       |
| 19 de setembro | USS Chatham (CVE-32)  | Estados Unidos | Seattle-Tacoma Shipyard                    | Seattle, WA                        | Bogue                   |                                                       |
| 19 de setembro | USS LST-3             | Estados Unidos | Dravo Corp.                                | (Pittsburgh, Pennsylvania, U.S.A.) | LST                     |                                                       |
| 19 de setembro | USS LST-2             | Estados Unidos | Dravo Corp.                                | (Pittsburgh, Pennsylvania, U.S.A.) | LST                     |                                                       |
| 20 de setembro | Empire Ariel          | Reino Unido    | R Dunston Ltd                              | Thorne                             | Rebocador               |                                                       |
| 21 de setembro | USS LST-303           | Estados Unidos | Boston Navy Yard                           | (Boston, Massachusetts, U.S.A.)    | LST                     |                                                       |
| 21 de setembro | USS LST-304           | Estados Unidos | Boston Navy Yard                           | (Boston, Massachusetts, U.S.A.)    | LST                     |                                                       |
| 22 de setembro | USS LST-447           | Estados Unidos | Kaiser Shipbuilding Co.                    | (Vancouver, Washington, U.S.A.)    | LST                     |                                                       |
| 23 de setembro | USS Lexington (CV-16) | Estados Unidos | Bethlehem Steel Company                    | Quincy, Massachusetts              | Classe Essex            |                                                       |
| 23 de setembro | SS Empire Driver      | Reino Unido    | William Gray & Co Ltd                      | West Hartlepool                    | Navio cargueiro         |                                                       |
| 24 de setembro | HMS Chanticleer (U05) | Reino Unido    |                                            |                                    | Black Swan (modificado) |                                                       |
| 24 de setembro | Empire Minnow         | Reino Unido    | Scott & Sons Ltd                           | Bowling                            | Rebocador               |                                                       |
| 25 de setembro | SS Empire Envoy       | Reino Unido    | Short Brothers Ltd                         | Sunderland, Co Durham              | Navio cargueiro         |                                                       |
| 25 de setembro | HMAS Glenelg (J236)   | Austrália      |                                            |                                    | Bathurst                |                                                       |
| 26 de setembro | Empire Denis          | Reino Unido    | Cochrane & Sons Ltd                        | Selby                              | Rebocador               |                                                       |
| 26 de setembro | USS LST-448           | Estados Unidos | Kaiser Shipbuilding Co.                    | (Vancouver, Washington, U.S.A.)    | LST                     |                                                       |
| 27 de setembro | HMS Attacker (D02)    | Estados Unidos | Western Pipe & Steel                       |                                    | Attacker                |                                                       |
| 28 de setembro | USS LST-383           | Estados Unidos | Newport News Shipbuilding and Dry Dock Co. | (Newport News, Virginia, U.S.A.)   | LST                     |                                                       |
| 28 de setembro | USS LST-384           | Estados Unidos | Newport News Shipbuilding and Dry Dock Co. | (Newport News, Virginia, U.S.A.)   | LST                     |                                                       |
| 28 de setembro | USS LST-385           | Estados Unidos | Newport News Shipbuilding and Dry Dock Co. | (Newport News, Virginia, U.S.A.)   | LST                     |                                                       |
| 28 de setembro | USS LST-386           | Estados Unidos | Newport News Shipbuilding and Dry Dock Co. | (Newport News, Virginia, U.S.A.)   | LST                     |                                                       |
| 28 de setembro | USS LST-387           | Estados Unidos | Newport News Shipbuilding and Dry Dock Co. | (Newport News, Virginia, U.S.A.)   | LST                     |                                                       |
| 28 de setembro | USS LST-388           | Estados Unidos | Newport News Shipbuilding and Dry Dock Co. | (Newport News, Virginia, U.S.A.)   | LST                     |                                                       |
| 28 de setembro | USS LST-389           | Estados Unidos | Newport News Shipbuilding and Dry Dock Co. | (Newport News, Virginia, U.S.A.)   | LST                     |                                                       |
| 30 de setembro | USS LST-449           | Estados Unidos | Kaiser Shipbuilding Co.                    | (Vancouver, Washington, U.S.A.)    | LST                     |                                                       |